# UFC 188
UFC 188: Velasquez vs. Werdum foi um evento de Artes Marciais Mistas promovido pelo Ultimate Fighting Championship, aconteceu no dia 13 de junho de 2015 no Arena Ciudad del México em Cidade do México.

## Background
O evento principal será a luta entre o campeão Cain Velasquez, e o atual campeão interino Fabricio Werdum pela unificação do Cinturão Peso Pesado do UFC.
Hector Urbina era esperado para enfrentar Albert Tumenov no evento, porém uma lesão tirou Urbina do evento e ele foi substituído pelo estreante Andrew Todhunter, mas Andrew passou mal no processo de corte de peso e teve o combate cancelado.

## Resultados
Nota 1 Pelo Cinturão Peso Pesado do UFC.

## Bônus da Noite
- Luta da Noite:  Yair Rodríguez vs.  Charles Rosa
- Performance da Noite:  Fabrício Werdum e  Patrick Williams

## Ligações Externas
1. ↑  Nota 1